# Distrito de Aini
Aini (en tayiko: Ноҳияи Айнӣ) es un distrito de Tayikistán, en la provincia de Sughd. 
Comprende una superficie de 5 159 km².
El centro administrativo es la ciudad de Aini.

## Demografía
Según estimación 2009 contaba con una población total de 119 895 habitantes.

## Otros datos
El código ISO es, el código postal 
735520 y el prefijo telefónico +992 3479.